# Lemonade Mouth
Lemonade Mouth este un film făcut după un roman dat pe piață în anul 2007 scris de Mark Peter Hughes.
Acțiunea se desfășoară în Opequonsett High School din Rhode Island și prezintă povestea a cinci tineri care se întâlnesc în detenție și în cele din urmă formează o trupă pentru a depăși greutățile din liceu.
Romanul a fost adaptat într-un film și a avut premiera pe Disney Channel pe 15 aprilie 2011.

## Povestea
5 boboci liceeni: Olivia White (Bridgit Mendler), Mohini "Mo" Banjaree (Naomi Scott), Charles "Charlie" Delgado (Blake Michael), Stella Yamada (Hayley Kiyoko), și Wendell "Wen" Gifford (Adam Hicks) se întâlnesc în sala de pedeapsă sub supravegherea profesoarei de muzică Doamna Reznik. Când aceasta pleacă pentru un moment, cei 5 elevi ajung întâmplător să cânte împreună.
Ziua următoare, cei 5 înființează formația Lemonade Mouth, numele făcând referire la o scenă când Stella ia o gură de limonadă și-l stropește pe Ray (Lemonade = limondă; Mouth = gură). 
Formața este șocată de faptul că automatul de limonadă de la subsol este desființat, Mo se departe de prietenul ei Scott, chiratistul formației rivale Mudslide Crush, iar Wen și Olivia se întâlnesc pentru a compune o piesă. 
La petrecerea de Halloween, Lemonade cântă două piese în deschiderea lui Mudslide Crush, Determinate și Here We Go. A doua zi, directorul le interzice să mai cânte în liceu deoarece ultima lor piesă era un protest care îl privea în mod direct. Încep să apară primii fani, primele afișe și prima difuzare la radio. Formația cântă într-un restaurant.
Wen se accidentează la ochi, Charlie își fracturează un deget, Mo se îmbolnăvește și Olivia își pierde vocea, rezultând în incapacitatea lor de a cânta la concursul "Steaua Norocosă". Totuși, cei 5 sunt ajutați de public care cântă cu toții în cor piesa "Determinate".
La nunta tatălui lui Wen, Stella îl întâlnește pe Mel, proprietarul standului de limonadă, care investște într-o sală de muzică la liceul acesteia. Olivia îi trimite o scrisoare tatălui ei despre toată povestea din spatele formației și filmul se încheie cu Lemonade Mouth cântând "Breaktrough" pe Madison Square Garden.

## Distribuția
- Bridgit Mendler ca Olivia White
- Adam Hicks ca Wendell "Wen" Gifford
- Hayley Kiyoko ca Stella Yamada
- Naomi Scott ca Mohini "Mo" Banjaree
- Blake Michael ca Charles "Charlie" Delgado
- Nick Roux ca Scott Pickett
- Chris Brochu ca Ray Beech
- Tisha Campbell-Martin ca Doamna Jenny Reznick
- Christopher McDonald ca Directorul Stanley Brenigan
- Mark Peter Hughes, însuși autorul cărții Lemonade Mouth, are o scurtă apariție costumat în albină la petrecerea de Halloween
- Shishir Kurup ca Mama lui Mo